# 47ª Mostra internazionale d'arte cinematografica di Venezia

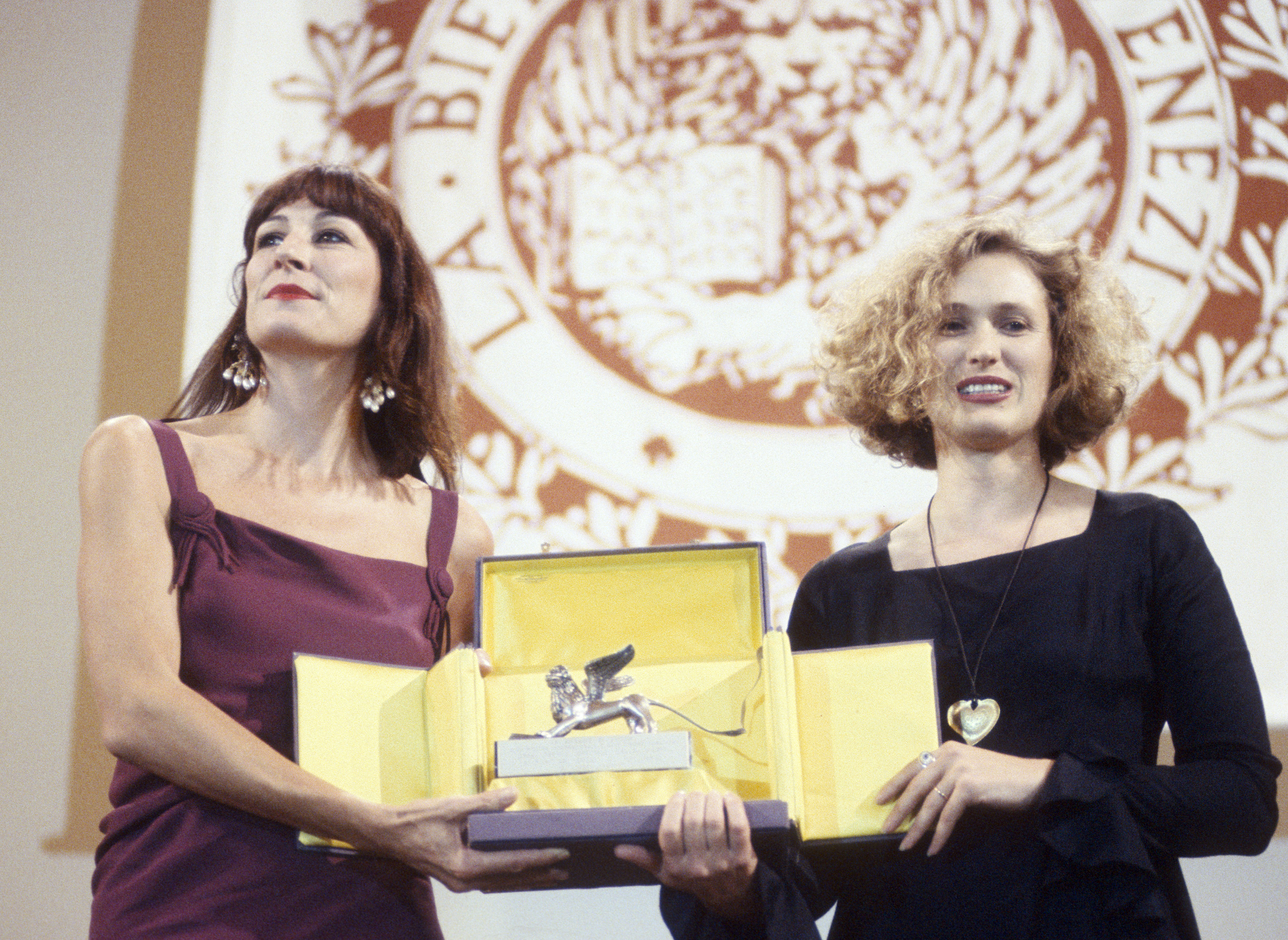
Anjelica Huston premia Jane Campion con il Leone d'argento - Gran premio della giuria

La 47ª edizione della Mostra internazionale d'arte cinematografica di Venezia si è svolta a Venezia, Italia, dal 4 settembre al 14 settembre del 1990: la direzione della Mostra è ancora affidata a Guglielmo Biraghi.
L'assegnazione del Leone d'oro al film britannico Rosencrantz e Guildenstern sono morti di Tom Stoppard e quello "di consolazione" a Jane Campion suscitò aspre polemiche in seno alla mostra ed evocò ricordi poco piacevoli dei premi "multipli", o ex aequo, che venivano assegnati nelle edizioni successive alla Seconda guerra mondiale, quando, per non scontentare nessuno, si privilegiavano pellicole d'impatto e registi in voga invece che puntare sull'effettiva qualità artistica. Già l'anno precedente si giunse a questo "compromesso" con la premiazione di 4 attori per due film.
Si sdoppiò addirittura il Leone d'Argento, che lasciò infatti il posto al Leone d'argento - Gran premio della giuria, con cui si premiano i "secondi classificati" (nella categoria film), ed al Leone d'Argento - Premio speciale per la regia, che premia i migliori registi della manifestazione: quest'ultimo divenne il premio ad personam più importante assieme alla Coppa Volpi: l'edizione del premio s'inaugurò con la sua assegnazione a Martin Scorsese per Quei bravi ragazzi.

## Giuria e Premi
La giuria era così composta:

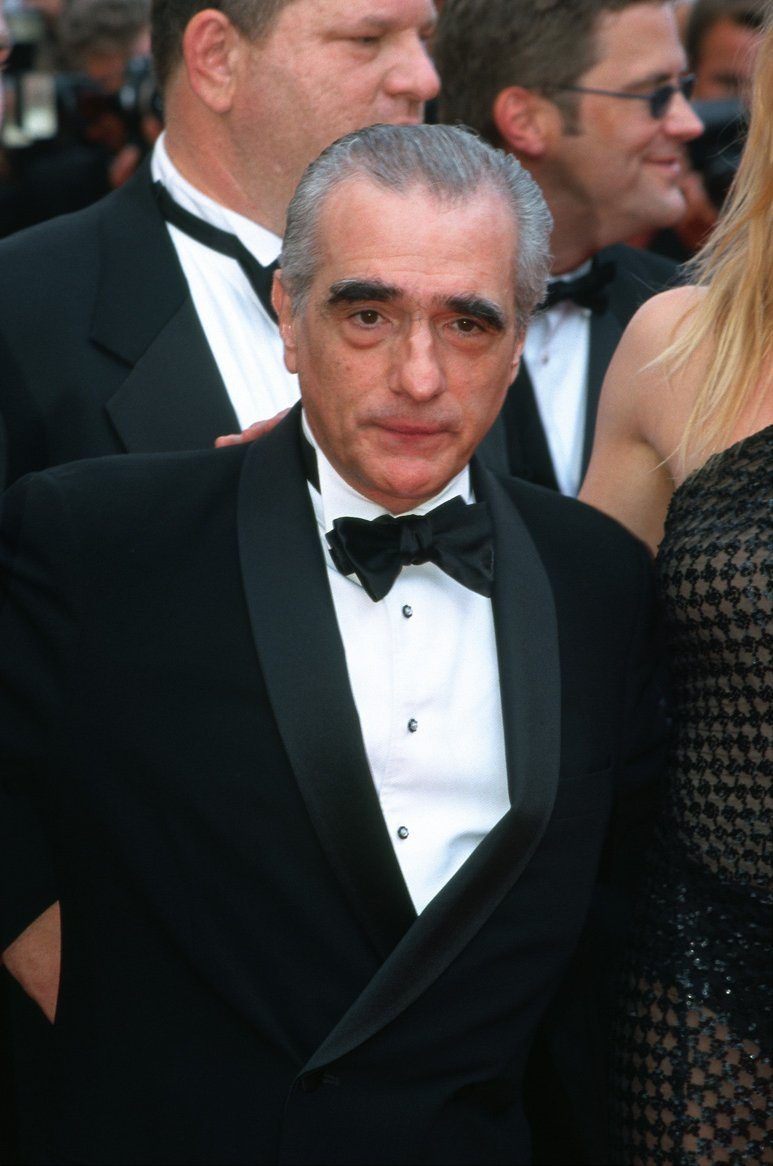
Martin Scorsese, Leone d'Argento alla regia 1990

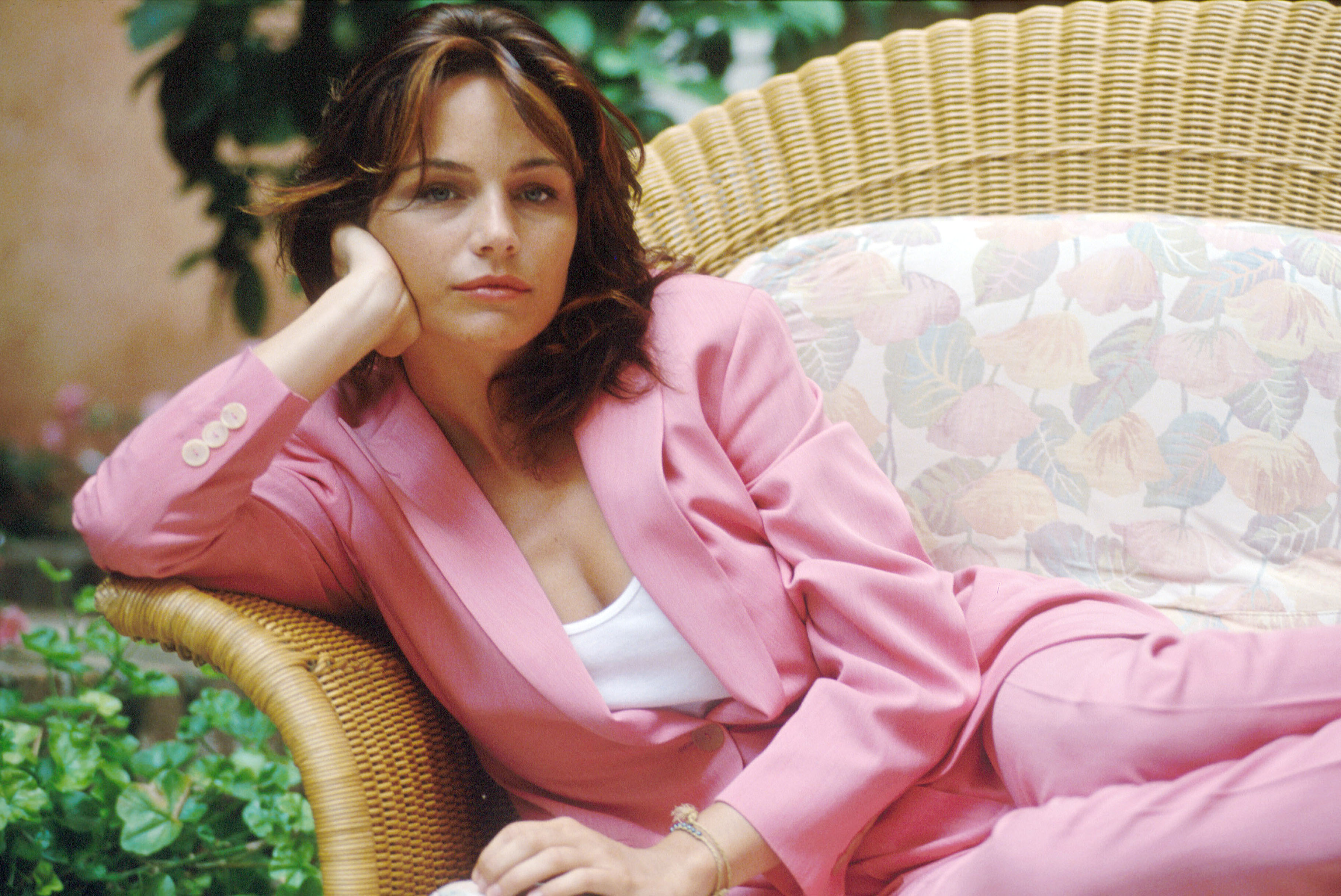
Francesca Neri

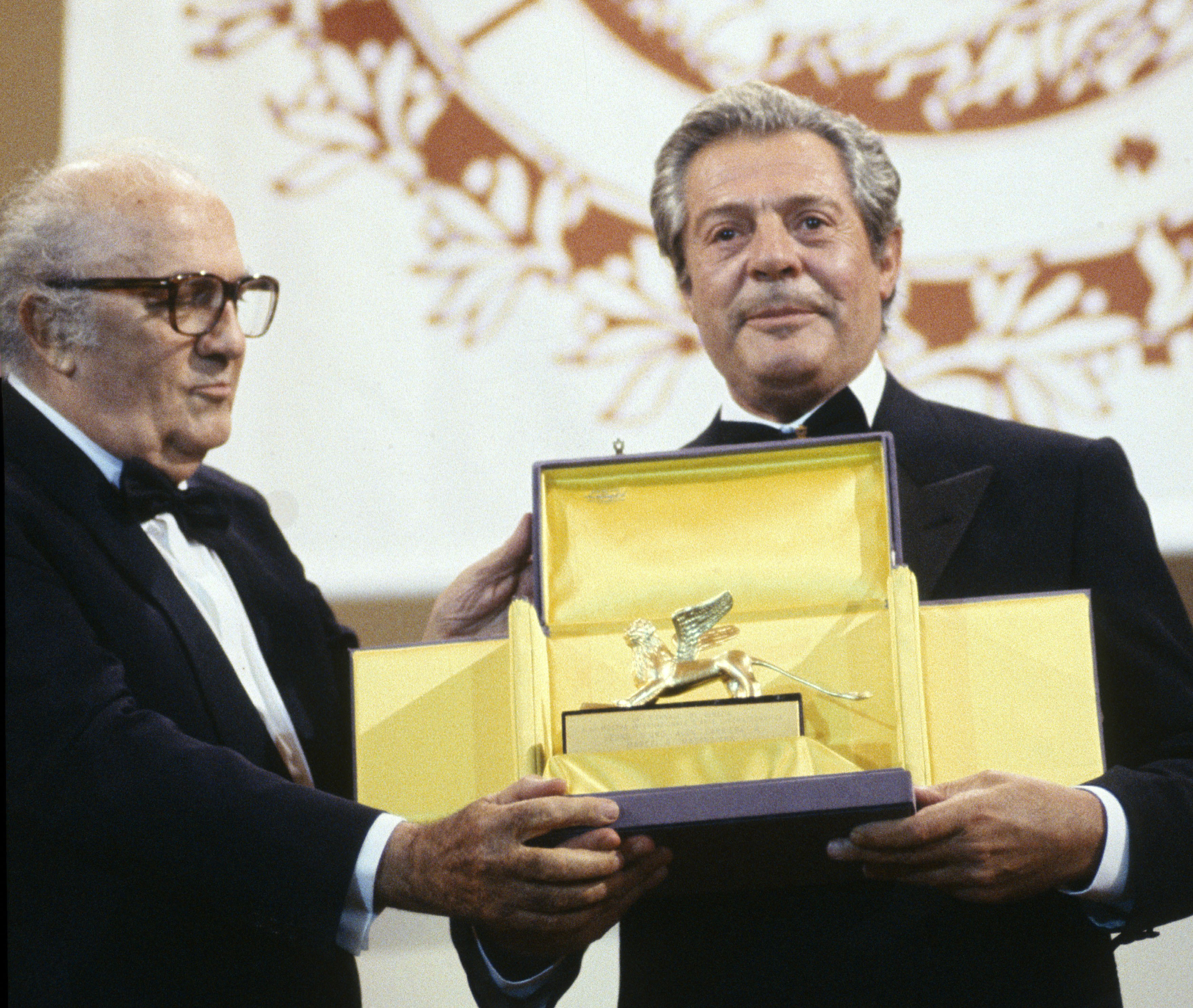
Federico Fellini premia Marcello Mastroianni con il Leone d'Oro alla Carriera.

- Gore Vidal (presidente, Stati Uniti d'America), María Luisa Bemberg (Argentina), Edoardo Bruno (Spagna), Alberto Lattuada (Italia), Gilles Jacob (Francia), Kira Muratova (Russia), Omar Sharif (Egitto), Ula Stöckl (Germania), Anna-Lena Wibom (Svezia).

I principali premi distribuiti furono:
- Leone d'oro al miglior film: Rosencrantz e Guildenstern sono morti (Rosenkrantz And Guildenstern Are Dead) di Tom Stoppard
- Leone d'argento - Gran premio della giuria: Un angelo alla mia tavola di Jane Campion
- Leone d'Argento - Premio speciale per la regia: Martin Scorsese per Quei bravi ragazzi
- Coppa Volpi al miglior attore: Oleg Ivanovič Borisov per L'ultimo testimone (Edinstvenijat Svidetel)
- Coppa Volpi alla miglior attrice: Gloria Munchmeyer per La luna en el espejo (La luna en el espejo)
- Leone d'oro alla carriera: Miklós Jancsó e Marcello Mastroianni

## Sezioni principali

### Film in concorso
- Ageman, regia di Jūzō Itami (Giappone)
- Al diavolo la morte (S'en fout la mort), regia di Claire Denis (Francia/Germania Ovest)
- Ho affittato un killer (I Hired a Contract Killer), regia di Aki Kaurismäki (Finlandia/Regno Unito/Germania/Svezia/Francia)
- Karartma geceleri, regia di Yusuf Kurçenli (Turchia)
- L'africana (Die Rückkehr), regia di Margarethe von Trotta (Germania/Italia/Francia)
- L'ultima storia d'amore di Laura Adler (Ahavata Ha'ahronah Shel Laura Adler), regia di Avraham Heffner (Israele)
- La luna en el espejo, regia di Silvio Caiozzi (Cile)
- L'ultimo testimone (Edinstveniyat svidetel), regia di Mihail Pandoursky (Bulgaria)
- Marta ed io (Martha et moi), regia di Jiří Weiss (Francia/Germania/Austria/Italia)
- Mathilukal, regia di Adoor Gopalakrishnan (India)
- Mo' Better Blues, regia di Spike Lee (Stati Uniti d'America)
- Mr. & Mrs. Bridge, regia di James Ivory (Regno Unito/Stati Uniti d'America/Canada)
- Pozegnanie jesieni, regia di Mariusz Trelinski (Polonia)
- Quei bravi ragazzi (Goodfellas), regia di Martin Scorsese (Stati Uniti d'America)
- Ragazzi fuori, regia di Marco Risi (Italia)
- Raspad, regia di Mikhail Belikov (Stati Uniti d'America/Unione Sovietica)
- Rosencrantz e Guildenstern sono morti (Rosencrantz & Guildenstern Are Dead), regia di Tom Stoppard (Regno Unito/Stati Uniti d'America)
- Sirup, regia di Helle Ryslinge (Danimarca)
- Spieler, regia di Dominik Graf (Germania)
- Tracce di vita amorosa, regia di Peter Del Monte (Italia)
- Un angelo alla mia tavola (An Angel at My Table), regia di Jane Campion (Nuova Zelanda/Australia/Regno Unito/Stati Uniti d'America)

### Film fuori concorso
- Ci sono dei giorni... e delle lune, regia di Claude Lelouch (Francia)
- Dick Tracy, regia di Warren Beatty (Stati Uniti d'America)
- Dovidenia v pekle, priatelia!, regia di Juraj Jakubisko (Slovacchia)
- Giuramento di sangue, regia di Stephen Wallace (Australia)
- Henry & June, regia di Philip Kaufman (Stati Uniti d'America)
- I taràssachi, regia di Francesco Ranieri Martinotti, Rocco Mortelliti, Fulvio Ottaviano (Italia)
- Kawashima Yoshiko, regia di Fong Ling Ching (Giappone)
- The Company of Strangers, regia di Cynthia Scott (Canada)
- Un week-end su due, regia di Nicole Garcia (Francia)